# 2008年の文学
2008年の文学（2008ねんのぶんがく）では、2008年（平成20年）の文学に関する出来事について記述する。

## できごと
- 1月16日 - 第138回芥川龍之介賞・直木三十五賞（2007年下半期）の選考委員会開催。芥川賞に川上未映子の『乳と卵』、直木賞に桜庭一樹の『私の男』が選ばれる [1]。
- 7月15日 - 第139回芥川龍之介賞・直木三十五賞（2008年上半期）の選考委員会開催。芥川賞に中国人作家楊逸の『時が滲む朝』、直木賞に井上荒野の『切羽へ』が選ばれる。中国人作家の芥川賞受賞は史上初めて [2]。
- 7月21日 - 国文学研究資料館の伊井春樹館長、『源氏物語』の幻の写本「大沢本」を発見したと発表。特に「大沢本」54帖中28帖は「別本」と呼ばれる写本で、源氏物語研究に新たな道を開くことが期待されている [3]。
- 7月23日 - 世界的に人気のあるハリー・ポッターシリーズの完結編『ハリー・ポッターと死の秘宝』日本語版発売。発売を記念して、東京・新宿の伊勢丹で、4億5,000万円相当のハリー・ポッターシリーズ関連本『吟遊詩人ビードルの物語』を展示 [4][5]。
- 10月9日 - ノーベル文学賞に、フランスのジャン＝マリ・ギュスターヴ・ル・クレジオが選ばれる [6]。
- 10月14日 - ブッカー賞に、インドのアラヴィンド・アディガ著『ザ・ホワイト・タイガー』が選ばれる [7][8]。
- 11月10日 - ゴンクール賞に、アフガニスタン・フランス（二重国籍）のアティーク・ラヒーミー著『サンゲ・サブール ― 忍耐の石』[9]が選ばれる [10]。
- 12月3日 - 株式会社トーハン、2008年の年間ベストセラー（集計期間：2007年12月 - 2008年11月）を発表。総合部門では、ハリー・ポッターシリーズの完結編『ハリー・ポッターと死の秘宝』が1位を獲得。また、『B型自分の説明書』（3位）などの血液型本がトップ10のうちの4つを占めた [11]。

## 受賞

### 日本国内
- 第138回（2007年下半期）芥川賞・直木賞 （1月）
  - 芥川賞 - 川上未映子 『乳と卵』
  - 直木賞 - 桜庭一樹 『私の男』
- 第139回（2008年上半期）芥川賞・直木賞 （7月）
  - 芥川賞 - 楊逸 『時が滲む朝』
  - 直木賞 - 井上荒野 『切羽へ』
- 谷崎潤一郎賞（第44回） - 桐野夏生『東京島』
- 泉鏡花文学賞（第36回） - 南木佳士『草すべり、その他の短編』、横尾忠則『ぶるうらんど』
- 群像新人文学賞（第51回） - 松尾依子『子守唄しか聞こえない』
- 野間文芸新人賞（第30回） - 津村記久子『ミュージック・ブレス・ユー!!』
- 小林秀雄賞（第7回） - 多田富雄『寡黙なる巨人』
- 本屋大賞（第5回） - 伊坂幸太郎『ゴールデンスランバー』

### 日本国外
- ノーベル文学賞 -  ジャン＝マリ・ギュスターヴ・ル・クレジオ
- ブッカー賞 -  アラヴィンド・アディガ（Aravind Adiga） 『ザ・ホワイト・タイガー （The White Tiger）』
- ゴンクール賞 -  アティク・ライミ （Atiq Rahimi） 『シンゲサブール・忍耐の石 （Syngué Sabour. Pierre de Patience）』

## 2008年の本

### 小説
- 麻見和史 『真夜中のタランテラ』（東京創元社）
- 有川浩 『阪急電車』（幻冬舎）
- 市川森一 『蝶々さん』（講談社）
- 伊藤計劃 『ハーモニー』（早川書房）
- 角田光代 『森に眠る魚』（双葉社）
- 川上未映子 『乳と卵』（文藝春秋）
- 桐野夏生 『東京島』（新潮社）
- 小池真理子 『午後の音楽』（集英社）、『ふたりの季節』（幻冬舎）
- 島本理生 『波打ち際の蛍』（角川書店）
- 高橋源一郎 『いつかソウル・トレインに乗る日まで』（集英社）
- 天童荒太 『悼む人』（文藝春秋）
- 誉田哲也 『ヒトリシズカ』（双葉社）
- 真梨幸子 『殺人鬼フジコの衝動』（徳間書店）
- 三津田信三 『山魔の如き嗤うもの』（原書房）
- 湊かなえ 『告白』（双葉社）
- 本谷有希子 『乱暴と待機』（メディアファクトリー）
- 山崎ナオコーラ 『論理と感性は相反しない』（講談社）
- 楊逸 『時が滲む朝』（文藝春秋）
- よしもとばなな 『サウスポイント』（中央公論新社）
- ティム・オブライエン、レイモンド・カーヴァー、村上春樹 『村上春樹ハイブ・リット』（アルク）
- トルーマン・カポーティ、村上春樹訳 『ティファニーで朝食を』（新潮社）

### その他
- 小川洋子 『科学の扉をノックする』（集英社）
- 白石良夫 『かなづかい入門 歴史的仮名遣いVS現代仮名遣』（平凡社新書）
- 田中純 『政治の美学―権力と表象』（東京大学出版会）
- 堤未果 『ルポ 貧困大国アメリカ』（岩波書店）
- 津村節子 『桜遍路』（河出書房新社）
- 水村美苗 『日本語が亡びるとき』（筑摩書房）
- 武良布枝 『ゲゲゲの女房』（実業之日本社）
- 村岡恵理 『アンのゆりかご―村岡花子の生涯』（マガジンハウス）
- 吉本隆明 『貧困と思想』（青土社）

## 死去

### 1月 - 3月
- 1月9日 - 高杉一郎、作家、翻訳家（* 1908年）
- 1月9日 - 月本裕、作家、雑誌編集者（* 1960年）
- 1月17日 - 鳥海尽三、脚本家（* 1929年）
- 1月17日 - エドワード・D・ホック、推理作家（* 1930年）
- 1月18日 - 南里征典、小説家（* 1939年）
- 1月19日 - 河林満、作家（* 1950年）
- 1月27日 - 百瀬博教、詩人、格闘技プロデューサー（* 1940年）
- 1月29日 - マーガレット・トルーマン、作家、ハリー・S・トルーマンの娘（* 1924年）
- 2月7日 - 川村二郎、ドイツ文学者（* 1928年）
- 2月8日 - フィリス・A・ホイットニー、横浜出身のアメリカ合衆国の推理作家（* 1903年）
- 2月16日 - 後藤安彦、翻訳家（* 1929年）
- 2月18日 - アラン・ロブ＝グリエ、小説家・映画監督、アカデミー・フランセーズ席次32（* 1922年）
- 2月25日 - 塚越敏、ドイツ文学者、慶應義塾大学名誉教授（* 1917年）
- 2月26日 - 阿部光子、作家（* 1912年）
- 3月3日 - 松永伍一、詩人（* 1930年）
- 3月4日 - 柳原和子、文学者（* 1950年）
- 3月6日 - 丸元淑生、小説家（* 1934年）
- 3月19日 - アーサー・C・クラーク、イギリスのSF作家。『幼年期の終り』、『2001年宇宙の旅』などの作者（* 1917年）
- 3月20日 - 砂田弘、文学者（* 1933年）
- 3月20日 - 草森紳一、評論家（* 1938年）
- 3月30日 - 清水基吉、俳人・作家（* 1918年）
- 3月31日 - ジュールズ・ダッシン、映画監督・脚本家（* 1911年）

### 4月 - 6月
- 4月2日 - 石井桃子、児童文学作家。『ノンちゃん雲に乗る』などの作者（* 1907年）
- 4月5日 - 前登志夫、歌人（* 1926年）
- 4月5日 - 北沢拓也、小説家（* 1940年）
- 4月6日 - 川内康範、作詞家・小説家（* 1920年）
- 4月8日 - 小川国夫、小説家（* 1927年）
- 4月17日 - エメ・セゼール、マルティニーク出身の詩人（* 1913年）
- 4月29日 - 和田茂樹、国文学者（* 1911年）
- 4月29日 - 柏楊、台湾在住の作家（* 1920年）
- 4月29日 - 岡部伊都子、随筆家（* 1923年）
- 5月5日 - 朴景利、大韓民国の小説家（* 1926年）
- 5月6日 - 佐藤静夫、文芸評論家（* 1919年）
- 5月12日 - 今日泊亜蘭、SF作家（* 1910年）
- 5月13日 - 塚田茂、放送作家（* 1926年）
- 5月29日 - 安西徹雄、イギリス文学者・演出家、上智大学名誉教授（* 1933年）
- 6月6日 - 野田昌宏、SF作家（* 1933年）
- 6月6日 - 氷室冴子、小説家（* 1957年）
- 6月9日 - アルジス・バドリス、アメリカ合衆国のSF作家（* 1931年）
- 6月10日 - チンギス・アイトマートフ、キルギスの作家（* 1928年）
- 6月16日 - マーリオ・リゴーニ・ステルン、イタリアの作家（* 1921年）
- 6月19日 - キヨノサチコ、絵本作家（* 1947年）
- 6月28日 - 佐々木久子、エッセイスト（* 1927年）

### 7月 - 9月
- 7月1日 - 佐竹昭広、国文学者（* 1928年）
- 7月4日 - トマス・M・ディッシュ、アメリカ合衆国のSF作家（* 1940年）
- 7月5日 - 工藤幸雄、詩人（* 1925年）
- 7月9日 - 工藤精一郎、ロシア文学者（* 1922年）
- 7月31日 - 李清俊、大韓民国の小説家（* 1939年）
- 8月3日 - アレクサンドル・ソルジェニーツィン、ロシア連邦の小説家。『収容所群島』などの作者（* 1918年）
- 8月9日 - マフムード・ダルウィーシュ、パレスチナの詩人（* 1941年）
- 8月14日 - 内藤高、比較文学者、大阪大学大学院教授（* 1949年）
- 8月24日 - 島村麻里、フリーライター（* 1956年）
- 9月6日 - 寺内大吉、浄土宗増上寺法主、作家（* 1921年）
- 9月12日 - デヴィッド・フォスター・ウォレス、アメリカ合衆国の作家（* 1962年）
- 9月14日 - 小島直記、小説家（* 1919年）
- 9月25日 - 西郷信綱、国文学者（* 1916年）

### 10月 - 12月
- 10月6日 - 山下肇、独文学者（* 1920年）
- 10月10日 - 三浦和義、実業家・タレント・作家（* 1947年）
- 10月14日 - バリントン・J・ベイリー、イギリスのSF作家（* 1937年）
- 10月16日 - 森田誠吾、小説家（* 1925年）
- 10月18日 - 三神真彦、作家・映像作家（* 1932年）
- 10月26日 - 水原一、中世文学者、駒澤大学名誉教授（* 1925年）
- 10月29日 - 青山光二、小説家（* 1913年）
- 11月4日 - マイケル・クライトン、アメリカ合衆国の小説家。『アンドロメダ病原体』、『ジュラシック・パーク』などの作者（* 1942年）
- 11月15日 - アイヴァン・サウスオール、オーストラリアの児童文学作家（* 1921年）
- 11月23日 - 野口悦男、温泉評論家・ジャーナリスト。「源泉かけ流し」、「にごり湯」などの温泉用語を創出した（* 1947年）
- 11月27日 - 俵萠子、エッセイスト・評論家（* 1930年）
- 11月30日 - 天野哲夫、小説家。奇書『家畜人ヤプー』の作者のひとりであると告白した（* 1926年）
- 12月5日 - 加藤周一、文学評論家（* 1919年）
- 12月9日 - 中村保男、翻訳家（* 1931年）
- 12月14日 - 木暮剛平、電通元社長、俳人（* 1924年）
- 12月23日 - 早乙女貢、時代小説家（* 1926年）
- 12月24日 - ハロルド・ピンター、イギリスの劇作家、ノーベル文学賞受賞者（* 1930年）
- 12月31日 - ドナルド・E・ウェストレイク、アメリカ合衆国の小説家。悪党パーカー・シリーズなどの作者（* 1933年）